# Marta Domínguez Azpeleta
Marta Domínguez Azpeleta (Palència, 3 de novembre de 1975), és una política i exatleta espanyola. Té estudis de la Diplomatura Universitària en Ciències de l'Educació (Mestra d'Educació Física).
Senadora pel Partit Popular des de desembre de 2011, com a esportista la seva especialitat era el mig fons i el fons (1.500, 2.000, 3.000, 5.000, 3000 m. obstacles i camp a través).
Com a conseqüència d'una sèrie d'irregularitats en el seu passaport biològic, el Tribunal d'Arbitratge Esportiu (TAS) la va sancionar el novembre de 2015 amb tres anys d'inactivitat esportiva oficial i li va retirar els resultats aconseguits entre l'agost de 2009 i l'any 2013. A causa d'això, va perdre el seu títol de 3.000 metres obstacles aconseguit al Mundial de Berlín i la plata a l'Europeu de 2010. El seu major èxit havia estat precisament proclamar-se campiona del Món de 3.000 metres obstacles a Berlín 2009.
És vicepresidenta de la Reial Federació Espanyola d'Atletisme, tot i que el desembre de 2010 va ser suspesa cautelarment del càrrec després d'haver estat detinguda en el marc d'una operació policial antidopatge, en què quedà en llibertat amb càrrecs.
Va formar part del grup municipal del Partit Popular a l'Ajuntament de Palencia entre 2003 i 2007. Al novembre de 2011 va ser elegida senadora del Partit Popular per Palència, passant a ser la portaveu popular d'Educació i Esport a la cambra alta.

## Carrera esportiva
Als 14 anys aconsegueix guanyar el Campionat Regional de Cross i poc més tard el tercer lloc en el Campionat d'Espanya de Cross, i el 1992 aconsegueix ser Campiona d'Espanya de 3000 metres llisos amb 9′ 47″. Amb 17 anys es proclama Campiona d'Europa Escolar, amb 18 Campiona d'Europa Júnior i amb 19, Subcampiona del Món Júnior, tots tres títols en 1500 metres llisos.
Debuta en els Jocs Olímpics d'Atlanta'96 competint en 1.500 caient en primera ronda, i quatre anys a Sidney va competir malalta als 5.000 metres, quedant eliminada en semifinals.
Va aconseguir la medalla de plata al Campionat del Món d'atletisme de 2001 d'Edmonton i al Campionat del Món d'atletisme de 2003 a París, i el seu 2002 la medalla d'or al Campionat d'Europa d'atletisme, tant en pista coberta com a l'aire lliure.
Ha aconseguit la medalla d'or al mèrit esportiu i el premi Reina Sofia a la millor esportista femenina de l'any.
El desembre de 2010 fou detinguda per la Guàrdia Civil, juntament amb catorze persones més, entre elles el seu entrenador, César Pérez, el tècnic Manuel Pascua Pisqueras i el metge Eufemiano Fuentes per un cas relacionat amb el dopatge.